# Paradoxostoma gantheaumense
Paradoxostoma gantheaumense is een mosselkreeftjessoort uit de familie van de Paradoxostomatidae. De wetenschappelijke naam van de soort werd in 1978 gepubliceerd door Hartmann.